# Крофорд, Каттер
Каттер Мартин Крофорд (англ. Kutter Martin Crawford; 1 апреля 1996, Окичоби, Флорида) — американский бейсболист, питчер клуба Главной лиги бейсбола «Бостон Ред Сокс».

## Биография
Каттер Крофорд родился 1 апреля 1996 года в Окичоби в штате Флорида. Младший из двух сыновей в семье. Его старший брат Джонатон также профессиональный бейсболист, в 2013 году был задрафтован клубом «Детройт Тайгерс» и играл в различных командах младших лиг. После окончания школы Крофорд поступил в общественный колледж Индиан Ривер в Форт-Пирсе. Проведя там два года, он поступил во Флоридский университет Галф-Кост. Он отыграл один сезон в бейсбольном турнире NCAA, проведя на поле 84 иннинга с пропускаемостью 1,71, одержал семь побед при одном поражении и сделал 99 страйкаутов. На драфте Главной лиги бейсбола 2017 года Крофорд был выбран клубом «Бостон Ред Сокс» в шестнадцатом раунде под общим 491 номером.
Профессиональную карьеру Крофорд начал в составе клуба «Лоуэлл Спиннерс», сыграв за него один матч в 2017 году. В сезоне 2018 года он выступал за «Гринвилл Драйв» и «Сейлем Ред Сокс», проведя на поле 144 иннинга с пропускаемостью 3,26. За первые два года карьеры скорость его фастбола выросла с 88—90 до 90—93 миль в час. Другими подачами в арсенале Крофорда были кервбол, чейндж-ап и каттер. В 2019 году он продвинулся в фарм-системе до уровня AA-лиги, где играл в составе «Портленд Си Догз». В конце сезона он перенёс операцию Томми Джона и опустился в рейтинге лучших молодых игроков «Ред Сокс» с 22 на 44 место.
На поле Крофорд вернулся в 2021 году. Большую часть сезона он провёл в «Портленде» и клубе AAA-лиги «Вустер Ред Сокс». В сентябре его вызвали в основной состав «Бостона» и он дебютировал в Главной лиге бейсбола. В ноябре 2021 года клуб включил Крофорда в расширенный состав, чтобы защитить игрока во время драфта по правилу № 5.